# 러브스토리 (텔레비전 프로그램)
《러브스토리》는 대한민국의 KBS 2TV에 방송됐던 예능 텔레비전 프로그램이다.

## 기획 의도
연예인 뿐만 아니라, 시청자들의 사랑 이야기를 다루는 재연 토크쇼 프로그램이다.

## 방송 일정
- KBS 2TV - 2002년 10월 28일 ~ 2003년 10월 20일 : 매주 월요일 밤 11시 10분 ~ 12시 20분

## 역대 진행자
- 남희석
- 장나라
- 유진

## 역대 코너
- 세기의 사랑
- 스타 러브스토리
- 월드컵 1주년 기획시리즈
- 러브베스트
- 기묘한사랑

## 참고 사항
- 2002년 11월 이후 방송분의 드라마가 아닌 예능 프로그램 시청 등급 제도[1]를 "19세 이상 시청가"를 표시되었다가 자막을 희화화해 구설수에 올랐다.
- 시청률 부진과 낮은 완성도를 이유로 2003년 가을 개편을 맞아 1년만에 폐지하였다.

## 같이 보기
- 사랑
- 연인

| KBS 2TV 월요일 밤 11시대 프로그램                 | KBS 2TV 월요일 밤 11시대 프로그램                | KBS 2TV 월요일 밤 11시대 프로그램           |
| 이전 작품                                         | 작품명                                           | 다음 작품                                   |
| ------------------------------------------------- | ------------------------------------------------ | ------------------------------------------- |
| 이유 있는 밤 (2001년 11월 5일 ~ 2002년 10월 21일) | 러브스토리 (2002년 10월 28일 ~ 2003년 10월 20일) | 폭소클럽 (2003년 11월 3일 ~ 2006년 3월 6일) |